# ФК Напредак Доњи Шепак
ФК Напредак је фудбалски клуб из Доњег Шепка, Општина Зворник, Република Српска, БиХ. Тренутно се такмичи у Првој лиги Републике Српске.

## Резултати
Највећи досадашњи успјех Напретка је освајање петог мјеста у Првој лиги Републике Српске у сезони 2003/04. године.

## Историја
Клуб је основан 1971. године у Југославији, гдје се такмичио у општинским и регионалним лигама све до распада Југославије. Након паузе изазване распадом Југославије, ФК Напредак наступа у првом Купу Републике Српске у сезони 1993/94, и стиже до трећег кола. Након наступа у Купу Републике Српске, Напредак наставља да се такмичи у Трећој лиги Републике Српске, да би се временом пробио у Другу лигу Републике Српске и остао у њој пуних шест сезона све до краја 2001/02. сезоне.
У сезони 2001/02, Напредак заузима другу позицију и пласира се у Прву лигу Републике Српске. Клуб се у Првој лиги Републике Српске такмичи три сезоне 2002/03, 2003/04, 2004/05, а од сезоне 2005/06. године Напредак поново постаје члан Друге лиге Републике Српске.
У сезони 2008/09. Друге лиге Републике Српске Напредак осваја титулу првака, након чега га Фудбалски савез Републике Српске кажњава одузимањем шест бодова ради неправилног регистровања једног од фудбалера. Због овога другопласирана ФК Романија са једним бодом мање умјесто Напретка улази у Прву лигу Републике Српске.